# Блуфілд (Вірджинія)
Блуфілд (англ. Bluefield) — місто (англ. town) в США, в окрузі Тейзвелл штату Вірджинія. Населення — 5096 осіб (2020).

## Географія
Блуфілд розташований за координатами 37°14′7″ пн. ш. 81°16′28″ зх. д. / 37.23528° пн. ш. 81.27444° зх. д. (37.235322, -81.274484).  За даними Бюро перепису населення США в 2010 році місто мало площу 24,15 км², з яких 24,14 км² — суходіл та 0,01 км² — водойми.

## Демографія
Згідно з переписом 2010 року, у місті мешкали 5444 особи в 2229 домогосподарствах у складі 1471 родини. Густота населення становила 225 осіб/км².  Було 2451 помешкання (101/км²).
Расовий склад населення:
| - 89,8 % — білих - 6,1 % — чорних або афроамериканців - 1,9 % — азіатів |

До двох чи більше рас належало 1,8 %. Частка іспаномовних становила 1,2 % від усіх жителів.
За віковим діапазоном населення розподілялося таким чином: 20,6 % — особи молодші 18 років, 58,5 % — особи у віці 18—64 років, 20,9 % — особи у віці 65 років та старші. Медіана віку мешканця становила 42,5 року. На 100 осіб жіночої статі у місті припадало 85,6 чоловіків;  на 100 жінок у віці від 18 років та старших — 83,4 чоловіків також старших 18 років.
Середній дохід на одне домашнє господарство  становив 72 103 долари США (медіана — 42 717), а середній дохід на одну сім'ю — 90 741 долар (медіана — 54 637). За межею бідності перебувало 10,2 % осіб, у тому числі 8,2 % дітей у віці до 18 років та 14,7 % осіб у віці 65 років та старших.
Цивільне працевлаштоване населення становило 2454 особи. Основні галузі зайнятості: освіта, охорона здоров'я та соціальна допомога — 28,4 %, роздрібна торгівля — 19,2 %, публічна адміністрація — 10,8 %, виробництво — 7,4 %.